# Autarcia
Autarcia é uma sociedade ou Comunidade que se basta a si própria. Tem implícita a ideia de que uma autarquia, localidade ou mesmo um país, em termos económicos, deve ser autossubsistente, nomeadamente em produzir tudo aquilo de que necessita para consumir, não ficando dependente das importações.
Para Aristóteles (384 a.C.-322 a.C.) e outros pensadores, situação em que o Estado controla todos os recursos necessários a sua subsistência de forma autônoma, afirmando sua independência diante de qualquer interferência estrangeira;
Sociedade que, do ponto de vista econômico, se basta a si mesma.